# Stronger Than Death
Stronger Than Death es el segundo álbum de la banda estadounidense de heavy metal Black Label Society.

## Lista de canciones
1. «All for You» – 3:59
2. «Phoney Smiles & Fake Hellos» – 4:16
3. «13 Years of Grief» – 4:11
4. «Rust» – 6:08
5. «Superterrorizer» – 5:33
6. «Counterfeit God» – 4:18
7. «Ain't Life Grand» – 4:39
8. «Just Killing Time» – 4:55
9. «Bullet Inside Your Head» – 4:54 (Pista adicional para Japón)
10. «Stronger Than Death» – 4:52
11. «Love Reign Down» – 8:03

## Miembros
- Zakk Wylde - Voz, guitarras, bajo, piano
- Phil Ondich - Batería
- Mike Piazza - Voces guturales en la canción "Stronger Than Death".

## Otros
- Producido por Zakk Wylde y Lee DeCarl